# Kyle Patrick Alvarez
Pour les articles homonymes, voir Álvarez.
Kyle Patrick Alvarez, né à Miami (Floride) le 19 mai 1983, est un réalisateur, scénariste et producteur américain.

## Filmographie

### Comme réalisateur
- 2009 : Easier with Practice (en) (aussi scénariste et producteur)
- 2013 : C.O.G. (en) (aussi scénariste et producteur)
- 2015 : The Stanford Prison Experiment
- 2022 : Crater

## Récompenses et distinctions

### Récompenses
- 2009 : CineVegas International Film Festival : prix du grand jury : Easier with Practice (en)
- 2009 : Edinburgh International Film Festival : meilleur nouveau film international	: Easier with Practice (en)
- 2009 : Memphis Indie Film Festival : prix spécial du jury : Easier with Practice (en)
- 2010 : FEST New Directors/New Films Festival[Lequel ?] : Silver Castle : Easier with Practice (en)
- 2010 : Independent Spirit Awards : Someone to Watch Award (en) : Easier with Practice (en)
- 2013 : Seattle International Film Festival : New American Cinema Award : C.O.G. (en) FIPRESCI International Critics Prize for Best New American Film
- 2015 : Edinburgh International Film Festival : meilleur film international : Special Mention : The Stanford Prison Experiment
- 2015 : Sundance Film Festival	: prix Alfred P. Sloan : The Stanford Prison Experiment

### Nominations
- 2010 : Independent Spirit Awards : Meilleur premier film : Easier with Practice (en), partagé avec le producteur Cookie Carosella
- 2013 : Sundance Film Festival : Grand prix du jury pour un film dramatique : C.O.G. (en)
- 2015 : Edinburgh International Film Festival : prix du public : The Stanford Prison Experiment
- 2015 : Edinburgh International Film Festival : meilleur film international : The Stanford Prison Experiment
- 2015 : Sundance Film Festival	Grand prix du jury pour un film dramatique : The Stanford Prison Experiment